# 大樓登高比賽

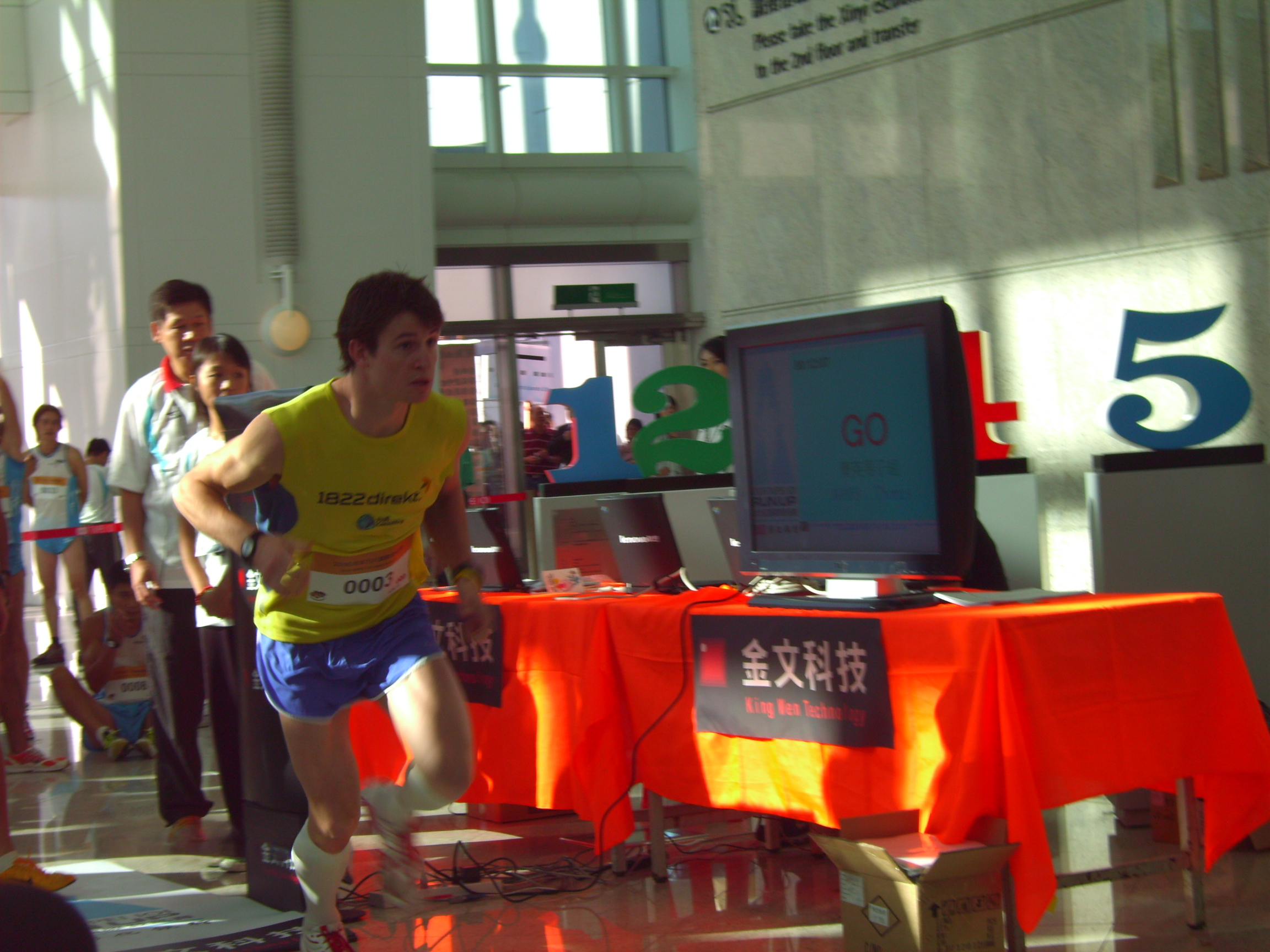
台北101垂直馬拉松曾為世界最高樓層的登高比賽，起跑時為了顧及安全，必須每隔一段時間才能放一位參賽者。

大樓登高比賽（英語：Run Up，簡稱「登高賽」）是一種在高樓大廈裡面進行的爬樓梯競賽。由於在大樓內的樓梯間進行比賽階層的差距不一致，因此，国际上并没有针对此类比赛的标准。但是，此項比賽卻成為馬拉松選手兵家必爭之地，這是因為此項比賽不但需要耐力，體能上也有一定的需求。
目前，全球最知名的帝國大廈登高賽是世界上辦得最久的比賽，而上海中心大厦國際垂直馬拉松自2017年起超越台北101垂直馬拉松，成為目前世界最高樓層的登高比賽。

## 比賽制度

### 成績計算

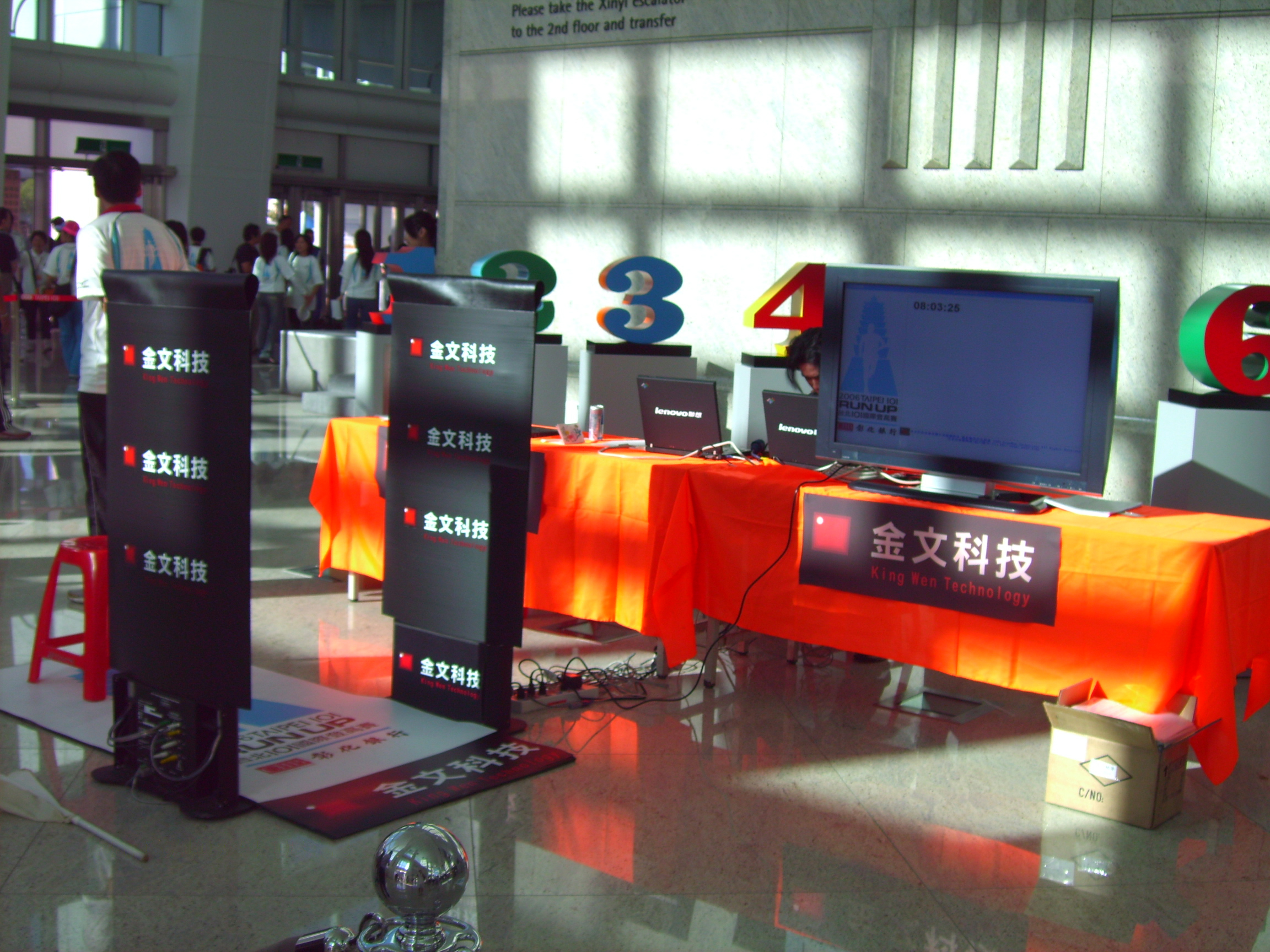
起點區的計時感應系統

大樓登高比賽通常都會在起點與終點樓層都設置計時區，如同馬拉松比賽一樣，採用感應計時的方式。參賽者進行比賽時，身邊必須要有計時配備，開始時先在起點感應，之後到達終點再感應一次，就是完成比賽，因此，成績的採計也就是看起終點感應時間的差距來定奪的，通常，第一個先完成比賽的選手，未必是冠軍，計時成績的結果才是最後排名的關鍵。

### 報名門檻
而為了安全的考量，如果高度差距過大時，通常就會設置參賽資格的門檻。以台北101國際登高賽為例，該項比賽就設置了年齡限制與健康評估的規定，而且懼高症與心血管疾病者都不能報名參與這類比賽。

### 起跑方式
而起跑放人的方式也有差異，以帝國大廈登高賽為例，由於所有選手都有配掛感應晶片，因此，就比照台北馬拉松的方式，將所有競賽選手集結後，同一時間就正式起跑；反觀台灣的登高賽，因為樓梯間的幅度距離較小，且顧及流量與安全問題，故採用「每隔一段時間（通常是5─10秒）放一位參賽者」的方法進行。

## 安全問題

### 參賽者的健康狀況
登高賽通常遇到的問題，除了膝蓋的損傷與疲勞期，另外就是心肺耐力，這兩項扮演了重要的角色。

#### 膝蓋傷害

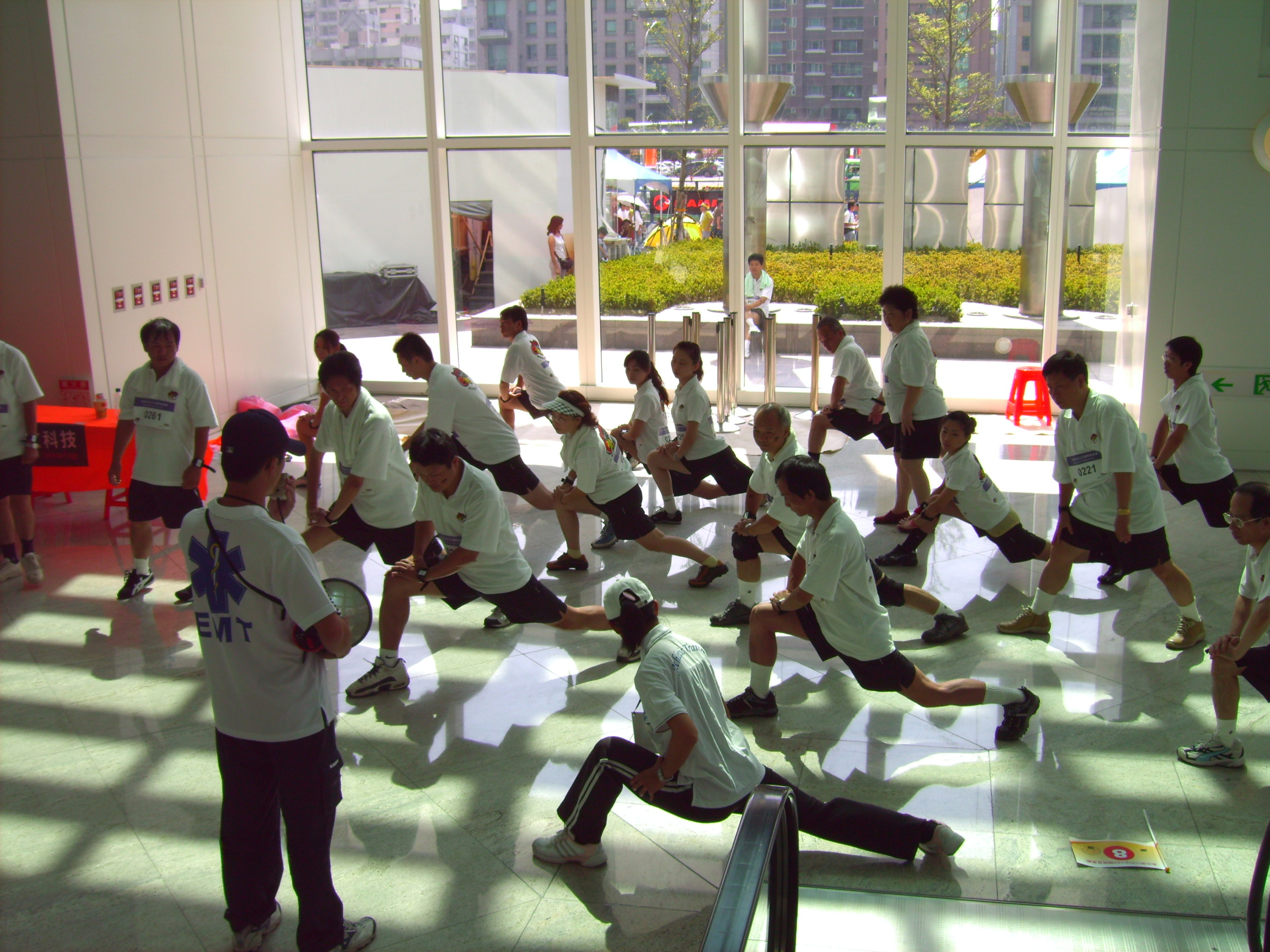
參賽前，特別要注意膝蓋的保養，進行暖身運動時更是要注意。

以生物力學角度而言，膝蓋承受上半部體重的壓力，加上樓梯幅度差的關係，因此，膝蓋的傷害，像是扭傷、肌腱炎、關節炎等症狀，也常常會在比賽中屢見不鮮，這也是為何參加比賽時，眾多選手在比賽前都特別注意膝蓋的保養。

#### 心肺耐力
平常如保有運動習慣，心肺耐力這方面通常就會過關，但有時候未必如此，因為登高賽就比其他運動的負荷量大，有時候就會導致呼吸頻率混亂，如果再加上樓層內的通風設備不佳，極有可能會有休克意外。
以台灣為例，2003年9月21日，臺北縣舉辦的新縣府大樓登高比賽中，就發生參賽者因為呼吸急促，在爬到22樓之後休克死亡的案例。

### 樓梯間安全防護
高樓大廈通常是密閉空間居多，雖然有一定的空調設備，但在密閉狀態下，會不利於空氣的流通，而對選手來說，這種狀況會容易造成呼吸急促，進而有休克的危險。因此，在比賽時，通常會在固定的樓層開啟氣窗，讓空氣流通到各樓層，以避免二氧化碳濃度過高，導致休克的事故。
另一方面，為了避免意外的發生，通常相隔一定的樓層，都會配置醫療人員在樓梯間待命，以應付所有可能的突發狀況，以及在固定樓層，都會像馬拉松比賽一樣，有設置水站與休息區，讓參賽者可以緩衝與調整，但通常老經驗的參賽者並不會使用到這類功能。

## 各地登高賽的發展

### 美國
1978年，美國的帝國大廈成為全球開辦登高大賽的先例，使用86層樓1576階進行比賽，至今已成為全球最知名的登高比賽，但僅限於國際級馬拉松選手報名參與。
參賽者中，不乏澳洲自行車手，也是目前可以在十分鐘內完成此項比賽的男子紀錄保持人保羅‧魁克（Paul Crake）、女子紀錄保持人梅爾（Andrea Mayr），還有德國知名馬拉松選手多德（Thomas Dold）。

### 澳洲
OzTrek的悉尼塔，在1990年起，第一次舉辦登高賽，共使用了1304個階梯；而位在墨爾本的利亞圖塔大樓，也有進行登高比賽的紀錄，該比賽則是1254階。

### 台灣
1994年10月16日，新光摩天大樓登高大賽開辦，創下台灣第一個企業開辦登高比賽的紀錄，雖然歷史悠久，但也先後被高雄85金典超越巔峰國際登高賽，以及目前臺灣最高樓的登高比賽─台北101垂直馬拉松所取代。

## 垂直馬拉松世界巡迴賽
垂直馬拉松世界巡迴賽2017年賽站：杜拜、倫敦、巴黎、紐約、馬尼拉、北京、悉尼、大阪、上海國金中心和香港環球貿易廣場。
2018年，台北作為巡迴賽的最終決賽地點並同時使當地賽事名稱於當年起正式被易名。（以「台北101垂直馬拉松」取代「台北101國際登高賽」）

## 資料來源
1. ↑  Tom Gottlieb. . 衛報. 2017年2月9日  [2019年11月20日]. （原始内容存档于2019年4月14日） （英语）.
2. ↑  富籌. . 2005年12月5日  [2007年3月17日]. （原始内容存档于2007年9月29日）.
3. ↑  陳俊忠（台灣運動健康學會理事長）. . 健康 (聯合報). 2005年11月8日: E4.
4. ↑  林全洲; 饒磐安. . 話題 (聯合報). 2003年9月22日: A5.
5. ↑  陳俊忠（台灣運動健康學會理事長）. . 杏林臉譜 (民生報). 2005年11月12日: A14.
6. ↑  白東圯（公務人員，臺北縣中和市）. . 民意論壇 (聯合報). 2003年9月22日: A15.
7. ↑  .   [2007年3月17日]. （原始内容存档于2006年11月10日）.
8. ↑  .   [2007年3月17日]. （原始内容存档于2007年2月8日）.
9. ↑  崔德龍. . 工商活動 (經濟日報). 1998年8月10日: 20.
10. ↑  . 南部焦點 (中華日報（南部版）). 2003年3月22日: 21.